# Fernando Ricksen
Fernando Jacob Hubert Hendrika Ricksen (Heerlen, 1976. július 27. – 2019. szeptember 18.) holland válogatott labdarúgó.

## Pályafutása

### Klubcsapatokban
Ricksen Heerlen városában született, pályafutása elején volt több kisebb csapat, majd a Roda, 1994-től pedig a Fortuna Sittard játékosa. Ott együtt játszott többek közt Mark van Bommellel, 1993-ban pedig bajnokságot nyert a korosztályos csapattal.
Az 1993-1994-es szezonban mutatkozott be a felnőtt csapatban, amely akkor a másodosztályban szerepelt. A következő idénytől alapembere volt a csapatnak, amellyel az 1994-1995-ös idény végén feljutott az élvonalba.	
Miután három évet eltöltött az AZ Alkmaar csapatánál, 2000-ben a glasgow-i Rangers labdarúgója lett, amely 3,75 millió fontot fizetett érte. Nem kezdődött a legjobban skóciai pályafutása, a Celtic elleni rangadót 6–2-re elvesztette csapat. Hat hónappal később, ugyancsak a rivális Celtic elleni rangadón kiállították. 2000 novemberében Ricksen lett a skót futball első játékosa, akit visszamenőlegesen tiltottak el,a televíziós felvételek alapján. A Darren Young ellen elkövetett kirívó szabálytalanságáért ötmérkőzéses eltiltást kapott. 
A 2003–2004-es idényt megelőzően Barry Ferguson és Lorenzo Amoruso is távozott az együttestől, Ricksen azonban egyre inkább meghatározó tagja lett a Rangersnek, amelynek színeiben 42  tétmérkőzést játszott a szezonban, több kisebb sérülése ellenére. Ebben az időszakban is jellemzőek voltak rá a fegyelmezetlenségek, ebből mind klubcsapatában, mind pedig a válogatottban akadtak problémái.
2004 márciusában a Skót labdarúgó-szövetség négymérkőzéses eltiltással és 10 000 font összegű pénzbírsággal sújtotta.
Ricksen legjobb szezonja a 2004–2005-ös volt a klubnál, amikor védőként negyven tétmérkőzésen kilenc góllal segítette csapatát, amely a bajnoki címet és a Skót Kupát is megnyerte az idény végén. A 2006–2007-es szezont megelőzően Paul Le Guen lett az új vezetőedző, aki Ricksen viselkedését többször "helytelennek és elfogadhatatlannak" tartotta. Mindent egybevetve hat év alatt 182 tétmérkőzésen szerepelt a klub színeiben, ezalatt kétszer nyert a csapattal bajnokságot és kupát. 2014. március 30-án a klubtörténelem legjobbjai közé választották (Rangers Hírességek Csarnoka).
2006. augusztus 9-én kölcsönben az orosz Zenyit csapatához került. Itt újra együtt dolgozhatott Dick Advocaattal. Pár héttel a csapathoz való szerződése után egy edzésen összeverekedett a csapatkapitánnyal, Vlagyiszlav Ragyimovval. 2007 januárjában az oroszok végleg megvásárolták a Rangerstől, azonban Ricksennek folyamatosan fegyelmi problémái akadtak a klubnál, volt hogy Ragyimovval is újra összeverekedett. 2009 januárjában előbb a tartalékcsapathoz küldték, jad 2009 nyarán felbontották a szerződését.
Ezt követően több mint egy évig klub nélkül volt, majd 2010. december 2-án a szezon végéig aláírt a holland másodosztályban szereplő egykori klubjához, a Fortuna Sittardhoz. A 2012–2013-as szezon végén fejezte be profi pályafutását.

### A válogatottban
A holland válogatottban 2000 és 2003 között 12 alkalommal lépett pályára. 

## Magánélete

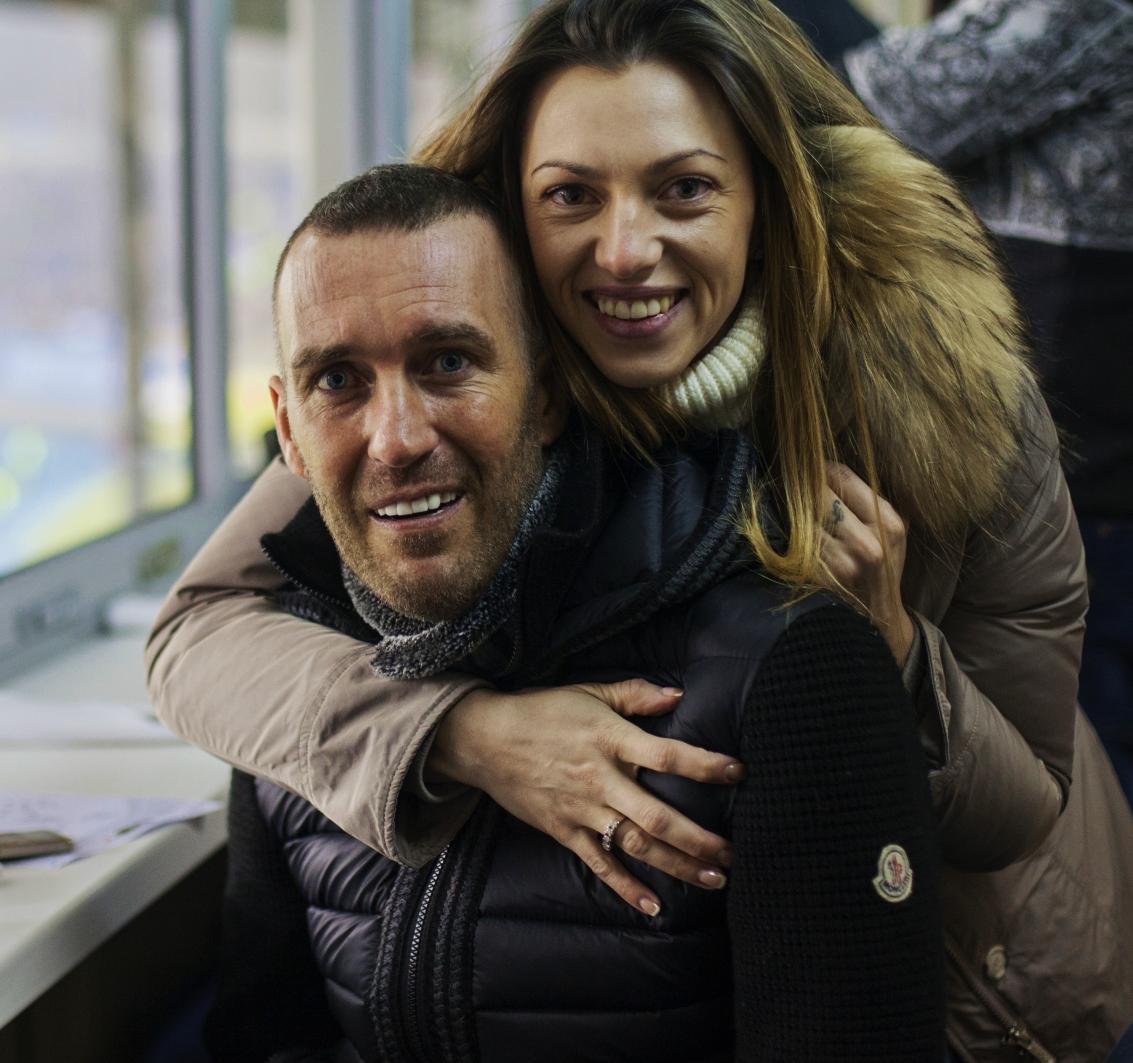
2015 februárjában egy Zenyit-PSV Eindhoven Európa-liga mérkőzésen feleségével

2000 karácsonyán ittas vezetésen érték, miután a kora reggeli órákban autójával egy lámpaoszlopnak hajtott. Ricksen tagadta az ellene felhozott vádakat, amelyek az ittas vezetésen kívül rongálás és csendháborítás voltak. 2003 februárjában ügyének tárgyalása során kiderült, hogy kétszeresen is túllépte a megengedett sebességhatárt és alkoholos befolyásoltság alatt ült volán mögé. Egy évre elvették a jogosítványát és 500 fontos pénzbírságot kapott.
2003 októberében 7000 font bírságot szabtak ki rá, miután előző év novemberében egy házibuliban részegen randalírozott. A bíróságon először tagadta a vádakat, ám vallomások alapján bebizonyosodott, hogy ittasan durván kiabált és káromkodott, pirotechnikai eszközök, tűzijáték meggyújtásával veszélyeztette társai testi épségét és ezen felül megfenyegette az egyik panaszkodó szomszédot. A 2004–2005-es labdarúgó-szezon alatt saját döntése alapján nem fogyasztott alkoholt, majd 2006 júliusában a Tony Adams által alapított Sporting Chance klinikán vizsgáltatta ki magát és kért tanácsot alkoholizmusa és hangulatingadozásának otthoni kezelésére. Hat hónapig kezelték a klinikán.
Lánya, Isabella 2011-ben született. 2014-ben feleségül vette párját, Veronikát. 2015. május 3-án dokumentumfilmet forgattak élete nehéz pillanatairól és betegségéről a Sky Sports 1 televíziós csatornán Fernando Ricksen: Hard Times címmel. Ricksen katolikus volt, de kijelentette, hogy át kíván térni az ortodox vallásra. 2013 októberében gyógyíthatatlan betegséget, az amiotrófiás laterálszklerózist diagnosztizálták nála. Betegsége utolsó éveiben előbb kerekesszékbe kényszerült, majd egy glasgow-i kórházban kezelték. 2019. szeptember 18-án hunyt el, 43 éves korában.

## Sikerei, díjai
Fortuna Sittard
- Holland másodosztály, bajnok: 1994–95

AZ
- Holland bajnok: 1997–98

Rangers
- Skót bajnok: 2002–03, 2004–05
- Skót Kupa-győztes: 2001–02, 2002–03
- Skót Ligakupa-győztes: 2002, 2003, 2005

Zenyit Szentpétervár
- Orosz bajnok: 2007
- Orosz Kupa-győztes: 2008
- UEFA-kupa-győztes: 2007–08
- UEFA-szuperkupa-győztes: 2008